# Ḫešui
Ḫešui ist der hurritische Kriegsgott. In den kaluti-Opferlisten wird er entweder nach Nubadig oder Pirinkir und vor Ḫatni Pišaišapḫe genannt. Da sein Name durch Zababa ersetzt werden kann, dürfte er ein Kriegsgott sein. Möglicherweise wird er im hethitischen Felsheiligtum Yazılıkaya dargestellt (Relief 30). Sein Bote ist Ḫupušdukarra.